# Torneo di Norimberga 1896

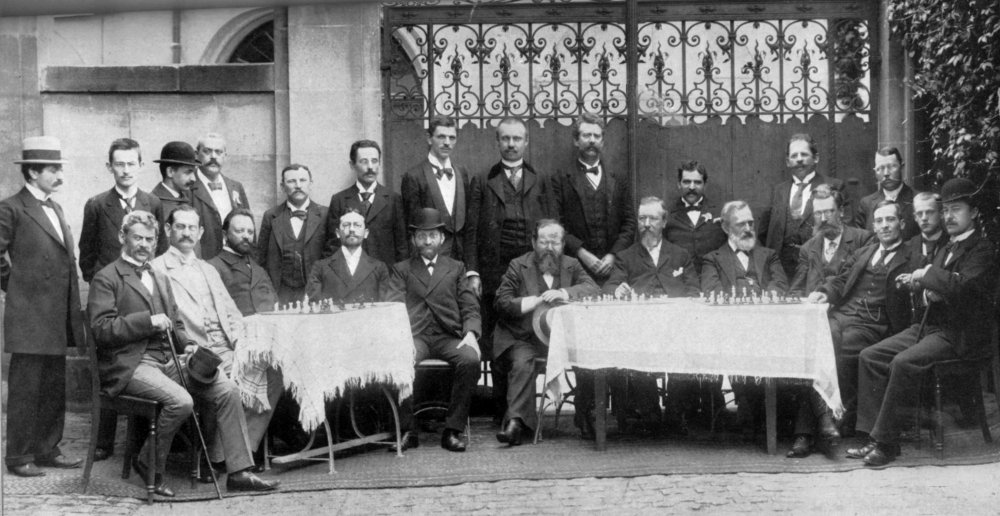
I partecipanti del torneo. In piedi: Lasker, Charousek, Schlechter, due organizzatori, Janowsky, Maróczy, Marco, Showalter, tre organizzatori. Seduti: Albin, Porges, Chigorin, Tarrasch, Winawer, Steinitz, Blackburne, Schallopp, Schiffers, Pillsbury, Walbrodt, Teichmann

Il Torneo di Norimberga 1896 è stato un importante torneo di scacchi, disputato nella città di Norimberga, che vide partecipare molti tra i migliori giocatori dell'epoca.

## Storia
Il torneo doveva essere organizzato in occasione del decimo congresso scacchistico tedesco, tuttavia il club di scacchi locale ne prese le redini e se ne impadronì, decidendo di far partecipare solo i maestri e non tenere tornei secondari per giovani e dilettanti. Alla fine si arrivò al punto di rottura e la federazione decise che il congresso si sarebbe disputato ad Eisenach lo stesso anno (la vittoria andò a Robert Henry Barnes nel torneo maggiore e Wilhelm Cohn in quello secondario).
Trentanove giocatori richiesero di partecipare, ma ne furono accettati solo diciannove per volere degli organizzatori. Amos Burn dopo aver inizialmente accettato rinunciò e fu sostituito da Rudolf Charousek. Un giocatore relativamente sconosciuto che era stato scelto dietro consiglio di Géza Maróczy. Curiosamente lo sconosciuto riuscì a sconfiggere il vincitore del torneo (e campione del mondo) Lasker.
Il torneo si tenne dal 20 giugno al 9 luglio e si disputò con la formula del girone all'italiana con partite di sola andata, ogni partita prevedeva il tempo limite di trenta mosse ogni due ore. 
Emanuel Lasker intascò 3.000 marchi, Géza Maróczy 2.000, Siegbert Tarrasch e Harry Nelson Pillsbury 1.250 ciascuno, David Janowski 600, Wilhelm Steinitz 300, Carl Walbrodt e Carl Schlechter 100 ciascuno.

## Classifica
| #  | Giocatore               | 1 | 2 | 3 | 4 | 5 | 6 | 7 | 8 | 9 | 10 | 11 | 12 | 13 | 14 | 15 | 16 | 17 | 18 | 19 | Totale |
| 1  | Emanuel Lasker          | * | ½ | 1 | 0 | 0 | 1 | ½ | ½ | 1 | 1  | 1  | 0  | 1  | 1  | 1  | 1  | 1  | 1  | 1  | 13½    |
| 2  | Géza Maróczy            | ½ | * | ½ | 1 | 1 | 0 | ½ | ½ | ½ | ½  | ½  | 1  | ½  | 1  | 1  | 1  | 1  | 1  | ½  | 12½    |
| 3  | Siegbert Tarrasch       | 0 | ½ | * | 0 | 1 | 1 | ½ | ½ | 1 | 1  | 0  | 1  | 1  | 1  | 1  | ½  | ½  | ½  | 1  | 12     |
| 4  | Harry Nelson Pillsbury  | 1 | 0 | 1 | * | ½ | 1 | 0 | ½ | 0 | 1  | 0  | ½  | 1  | 1  | 1  | 1  | ½  | 1  | 1  | 12     |
| 5  | David Janowski          | 1 | 0 | 0 | ½ | * | 1 | 1 | 1 | 1 | 0  | ½  | 0  | 1  | ½  | 1  | 0  | 1  | 1  | 1  | 11½    |
| 6  | Wilhelm Steinitz        | 0 | 1 | 0 | 0 | 0 | * | ½ | 1 | ½ | 1  | 1  | 1  | 1  | 0  | 0  | 1  | 1  | 1  | 1  | 11     |
| 7  | Carl Walbrodt           | ½ | ½ | ½ | 1 | 0 | ½ | * | ½ | ½ | 1  | 0  | 0  | ½  | 1  | 1  | 1  | 1  | 1  | 0  | 10½    |
| 8  | Carl Schlechter         | ½ | ½ | ½ | ½ | 0 | 0 | ½ | * | ½ | 1  | ½  | ½  | ½  | 1  | 1  | ½  | ½  | 1  | 1  | 10½    |
| 9  | Emanuel Schiffers       | 0 | ½ | 0 | 1 | 0 | ½ | ½ | ½ | * | ½  | 0  | ½  | ½  | 1  | ½  | 1  | ½  | 1  | 1  | 9½     |
| 10 | Mikhail Chigorin        | 0 | ½ | 0 | 0 | 1 | 0 | 0 | 0 | ½ | *  | 1  | 1  | ½  | 1  | 1  | 0  | 1  | 1  | 1  | 9½     |
| 11 | Joseph Henry Blackburne | 0 | ½ | 1 | 1 | ½ | 0 | 1 | ½ | 1 | 0  | *  | 0  | 0  | 0  | 1  | 1  | 0  | 1  | ½  | 9      |
| 12 | Rudolf Charousek        | 1 | 0 | 0 | ½ | 1 | 0 | 1 | ½ | ½ | 0  | 1  | *  | ½  | 0  | ½  | 1  | 1  | 0  | 0  | 8½     |
| 13 | Georg Marco             | 0 | ½ | 0 | 0 | 0 | 0 | ½ | ½ | ½ | ½  | 1  | ½  | *  | ½  | 1  | ½  | ½  | 1  | ½  | 8      |
| 14 | Adolf Albin             | 0 | 0 | 0 | 0 | ½ | 1 | 0 | 0 | 0 | 0  | 1  | 1  | ½  | *  | 0  | ½  | ½  | 1  | 1  | 7      |
| 15 | Szymon Winawer          | 0 | 0 | 0 | 0 | 0 | 1 | 0 | 0 | ½ | 0  | 0  | ½  | 0  | 1  | *  | 1  | 1  | 1  | ½  | 6½     |
| 16 | Jackson Showalter       | 0 | 0 | ½ | 0 | 1 | 0 | 0 | ½ | 0 | 1  | 0  | 0  | ½  | ½  | 0  | *  | ½  | 0  | 1  | 5½     |
| 17 | Moritz Porges           | 0 | 0 | ½ | ½ | 0 | 0 | 0 | ½ | ½ | 0  | 1  | 0  | ½  | ½  | 0  | ½  | *  | 0  | 1  | 5½     |
| 18 | Emil Schallopp          | 0 | 0 | ½ | 0 | 0 | 0 | 0 | 0 | 0 | 0  | 0  | 1  | 0  | 0  | 0  | 1  | 1  | *  | 1  | 4½     |
| 19 | Richard Teichmann       | 0 | ½ | 0 | 0 | 0 | 0 | 1 | 0 | 0 | 0  | ½  | 1  | ½  | 0  | ½  | 0  | 0  | 0  | *  | 4      |